# 在日米陸軍
在日米陸軍（ざいにちべいりくぐん、United States Army, Japan, USARJ）は、日本国との日米地位協定（旧日米行政協定）、平和条約第6条a項、日米安全保障条約第6条に基づき日本国内に駐留するアメリカの軍。

## 概要
約2,000名の兵士で構成され、平時においては、港湾施設および本州から沖縄に展開する兵站施設の運用、日本の陸上自衛隊との共同訓練への参加、日米共同作戦計画の立案などを行っている。また、司令官の指揮のもと、アメリカ陸軍の隷下部隊、配属部隊および増強部隊の運用・統制ならびに、軍事施設、戦時予備役兵および作戦用備蓄品の維持・整備を行い、太平洋地域における抑止力の向上に貢献している。司令部は、キャンプ座間に配置されている。在日米陸軍/第1軍団（United States Army Japan/I Corps）（前方）は、在日米軍（ United States Forces Japan, USFJ）の陸軍部隊司令部およびアメリカインド太平洋軍の隷下部隊として、相互安全保障条約の第5条（日本の防衛）および第6条（地域安全の確保）の促進に寄与している。また、前方陸軍指揮統制司令部としての機能を発揮するとともに、陸上自衛隊と共に日本の安全および極東の平和維持に貢献するための地域安全保障協力活動を推進し、兵士、軍属およびその家族を支援するための共同体および施設の運用を行っている。
在日米陸軍を構成する部隊は、次のとおり。
- 在日米陸軍基地管理本部（U.S. Army Garrison, Japan）
- 第10支援群（10th Support Group）（沖縄）
- アメリカ陸軍工兵隊日本派遣隊（U.S. Army Corps of Engineers, Japan District）
- 在日米陸軍軍楽隊（U.S. Army Japan Band）
- 在日米陸軍航空大隊 （U.S. Army Aviation Battalion Japan）

## 歴史
在日米陸軍の起源は、1941年7月にマニラにおいて創設されたアメリカ極東陸軍まで遡ることができる。1942年、アメリカ極東陸軍の司令部は、陸軍元帥ダグラス・マッカーサーに率いられ、オーストラリアのメルボルンに移駐した。その後、戦後には東京に、1953年には横浜に、そして、1953年10月には現所在地であるキャンプ座間へと移駐した。
1953年1月、太平洋地域の米軍再編に伴い、極東陸軍は、極東地域における陸軍兵力の主体となった。1953年10月、極東陸軍は、東京から56キロメートル南西に位置するキャンプ座間へと移駐し、アントニン・レーモンドが設計した新しい庁舎に司令部を配置した。1954年11月20日、極東陸軍は、第8軍と編合され、極東陸軍/第8軍となった。1955年、第8軍の司令部はソウルの龍山（ヨンサン）基地へと移され、キャンプ座間の司令部は、極東陸軍/第8軍（後方）と改称された。在日米陸軍（U.S. Army Japan, USARJ）という名称が初めて使われたのは、1957年7月1日の太平洋地域における米軍再編においてのことであった。
1957年7月1日、太平洋地域における米軍再編に伴い、在日米陸軍は、ハワイ州に司令部を置くアメリカ太平洋軍（現・アメリカインド太平洋軍）（U.S. Army Pacific, USARPAC）の主要な隷下部隊のひとつとなった。1968年9月1日に再改編された在日米陸軍は、従来の任務および機能を維持しつつ、作戦効率を向上させるための新しい編成を整えた。
1972年5月15日の沖縄返還に伴い、在日米陸軍司令部は、沖縄に所在していた部隊を隷下に吸収するとともに、指揮・統制組織の改善を図った。沖縄返還に伴う混乱の中、沖縄県から移駐した第9軍団が指揮系統に取り込まれ、在日米陸軍/第9軍団司令部が編成された。
1974年7月1日、在日米陸軍の再編により、本州基地管理本部（U.S. Army Garrison, Honshu, USAGH）、沖縄基地管理本部（U.S. Army Garrison, Okinawa, USAGO）および在日米陸軍衛生科部隊（U.S. Army Medical Department Activity-Japan, MEDDAC-JAPAN）の3つの隷下部隊が創隊された。1975年1月1日、アメリカ太平洋軍の廃止に伴い、在日米陸軍は、陸軍省の直属隷下部隊となった。
1990年8月、太平洋軍の再編成により、在日米陸軍は、その直属隷下部隊に戻ったが、引き続き在日米軍（U.S. Forces, Japan, USFJ）の陸軍部隊司令部としての機能を維持した。1994年、第9軍団は、第9戦域陸軍地域コマンド（9th Theater Army Area Command）へと改編され、1999年11月8日には、第9戦域支援コマンド（9th Theater Support Command, 9thTSC）へと改称された。その後、2001年9月11日までの間にも、小規模な再編成や改称が何度か行われたが、在日米陸軍は、日本および沖縄における兵站拠点の維持を担い続けた。
2007年9月、第9戦域支援コマンドが解組となり、2007年12月19日、アメリカ陸軍の再編により、第1軍団（I Corps）（前方）が日本に編成された。在日米陸軍の司令部は、キャンプ座間に留まり、在日米軍の陸軍部隊司令部としての機能を維持した。
2011年3月11日、マグニチュード9.0の巨大地震と津波が日本の東北地方沿岸地域を襲った（東北地方太平洋沖地震）。数分後、在日米陸軍は、陸上自衛隊を支援するための過去最大の共同作戦であり、「トモダチ作戦」と呼ばれた人道支援災害救助活動を開始した。在日米陸軍は、陸上自衛隊に対する装備および整備支援を終了した後も、引き続き9月まで被災者に対する救援を継続した。